# Västkustens marinkommando
Västkustens marinkommando (MKV/Fo 32), var ett marinkommando inom svenska marinen som verkade i olika former åren 1928–2000. Förbandsledningen var förlagd i Göteborgs garnison i Göteborg.

## Historik
Västkustens marinkommando bildades som ett krigsförband den 1 januari 1928, med namnet Västkustens marindistrikt. Bakgrunden var avsaknaden av klara befälsförhållanden samt en enhetlig ledning för de svenska kustområdena i krig eller vid krigsfara. Genom försvarsbeslutet 1925 kom territorialvattnet längs den svenska kusten att delas in i marindistrikt, där Västkustens marindistrikt var ett av sex marindistrikt. Marindistriktet omfattade territorialvattnet, det marina försvarsområdet samt den del som utgjorde landterritorium. Genom försvarsbeslutet 1936 beslutades att de samtliga marindistrikten skulle fredsorganiseras från den 1 juli 1937. Med den nya organisationen kom marindistriktet omfatta stab, personalavdelning, intendenturförvaltning, sjukvårdsförvaltning, kameralkontor, och från 1 augusti 1939 tillkom fartygsdepå, örlogsdepå samt Älvsborgs kustartilleridetachement. Från den 1 oktober 1942 försträcktes organisationen i form av Göteborgsavdelningen för fartygsförbanden, Göteborgs kustartilleriförsvar och Älvsborgs kustartilleriregemente, och 1943 med Göteborgs örlogsstation och Göteborgs örlogsvarv. Åren 1939–1945 bestod marindistriktet även av Väneravdelningen med tillhörande fartygsdetachement, fiskfördelningscentral samt en kustbevakningsavdelning.
Den 1 oktober 1957 omorganiserades Västkustens marindistrikt till Marinkommando Väst, där Göteborgs kustartilleriförsvar avskiljdes för att den 1 juli 1958 bildade en egen myndighet. Göteborgs kustartilleriförsvar i sig sammanslogs med Göteborgs och Bohus samt Hallands försvarsområde (Fo 32/31) och antog namnet Göteborgs och Bohus samt Hallands försvarsområde jämte Göteborgs kustartilleriförsvar (Gbk/Fo 32/31). Den nya organisationen bestod av en ledningsorganisation med stab och förvaltning, 5. kustartilleribrigaden, 12. kustartillerigruppen samt Bohusgruppen. Från 1960 tillkom även 2. helikopterdivisionen, vilken baserades inledningsvis på Torslanda flygfält.
Den 1 oktober 1966 infördes en ny regional ledning inom det svenska försvaret. Därmed antog Marinkommando Väst det nya namnet Västkustens örlogsbas. Västkustens örlogsbas var i sin tur direkt underställd militärbefälhavaren för Västra militärområdet, från att tidigare varit direkt underställd Chefen för Marinen. Västkustens örlogsbas bestod i sin tur av stab och förvaltning, samt Älvsborg radio, kustbevakningsorganisation samt fartygs och helikopterförband.
Inför regeringens proposition 1978/79:96 föreslog regeringen till riksdagen att de tre myndigheterna Västkustens örlogsbas (ÖrlB V), Göteborgs kustartilleriförsvar med Göteborgs och Bohus försvarsområde (GbK/Fo 32) och Älvsborgs kustartilleriregemente (KA 4) skulle sammanslås till en myndighet i fredsorganisationen. Bakgrunden till förslaget av en sammanslagning var på grund av besparingsskäl, där försvaret samt regeringen ansåg att den marina verksamheten på västkusten kunde samordnas under en gemensam ledning. Den 15 februari 1979 antog riksdagen regeringens proposition. Och den 1 januari 1981 trädde den nya organisationen i kraft, under namnet Västkustens militärkommando med Älvsborgs kustartilleriregemente (MKV/KA 4).
Inför försvarsbeslutet 1982 föreslog regeringen för riksdagen i sin proposition 1981/82:102 nya besparingar inom försvaret. Bland annat att grundutbildningen vid Västkustens militärkommando med Älvsborgs kustartilleriregemente skulle reduceras i en större utsträckning mot vad överbefälhavaren hade föreslagit. Den kvarvarande grundutbildningen skulle då begränsas till främst radar- och minutbildning. Vidare föreslog regeringen att samt att Älvsborgs kustartilleriregemente skulle avskiljas från Västkustens militärkommando, och istället bilda ett självständigt förband. Regeringen föreslog även av regionalpolitiska skäl att Marinens officershögskola i Göteborg och huvuddelen av Marinens sjukvårdsskola skulle lokaliseras till Karlskrona. Bakgrunden till besparingarna samt omstruktureringarna i Göteborg, berodde på att regeringen ville behålla grundutbildningen vid Härnösands kustartilleriregemente (KA 5). Den verksamhet som blev kvar vid Västkustens militärkommando i Göteborg, kom att koncentreras till Västerberget och Käringberget. Genom regeringens proposition 1983/84:112 fastslogs riksdagen den 15 mars 1984 att Nya varvet lämnas, och att grundutbildningsbataljonen vid Älvsborgs kustartilleriregemente avvecklas, samt att bakre underhåll och större översyner av marinens fartyg koncentreras till Sydkustens örlogsbas (ÖrlB S) och Ostkustens örlogsbas (ÖrlB O).
Den 1 juli 1986 genomfördes en större reform inom Marinen, då alla örlogsbaser sammanslogs med kustartilleriet och bildade marinkommandon. Den nya organisationen i Göteborg speglade i stor utsträckning den tidigare. Det då bland annat Älvsborgs kustartilleriregemente redan hade en gemensam stab med kommandot. Den tydligaste förändringen blev att kommando bytte namn till Västkustens marinkommando, och där Älvsborgs kustartilleriregemente blev en utbildningsenhet inom kommandot men med egen regementsstab.
Inför försvarsbeslutet 1996, etapp 2, föreslog regeringen för riksdagen att reducera antalet försvarsområdesstaber från 24 till 16 staber. Bland annat föreslogs att försvarsområdesstaben i Borås skulle upplösas och avvecklas. Och i regeringens budgetproposition 1997/98:1 föreslog regeringen även att försvarsområdesstaben i Skövde skulle upplösas och avvecklas. Det med bakgrund till att Västra Götalands län skulle bilda ett försvarsområde med försvarsområdesstab i Göteborg vid Västkustens marinkommando. I dess ställe för de två före detta försvarsområdesstaberna i Borås och Skövde bildades Skaraborgsgruppen och Älvsborgsgruppen. Som ett vidare beslut i försvarsbeslutet 1996 kom även Öresunds marindistrikt föreslogs även att skulle inordnas i Västkustens marinkommando. Den nya organisationen, vilken riksdagen antog vid två tillfällen, kom att gälla från den 1 januari 1998, och där Västkustens marinkommando fick det lite ovanligt långa namnet "Västkustens marinkommando inklusive Öresunds marindistrikt samt Västra Götalands försvarsområde (MKV/Fo 32)". I dagligt tal användes dock Västkustens marinkommando. Inför försvarsbeslutet föreslog Försvarsmakten för regeringen att utbildningsverksamheten vid Göteborgs marinbrigad (GMB) skulle upphöra, dock ansåg regeringen i sin proposition att med hänsyn till Göteborgsområdets betydelse skulle utbildning av amfibieförband bibehållas. Dock kom en förändring i försvarsbeslutet gällande kustartilleriet, det att produktionsansvaret för Göteborgs marinbrigad (GMB) upphörde den 31 december 1997, likaså gällande produktionsansvaret för 12. helikopterdivisionen.
Inför försvarsbeslutet 2000 föreslog regeringen i sin propositionen för riksdagen, att den taktiska nivån bör reduceras genom att fördelnings- och försvarsområdesstaber samt marinkommandon och flygkommandon skulle avvecklas. Detta för att utforma ett armétaktiskt, marintaktiskt respektive flygtaktiskt kommando vilka skulle samlokaliseras med operationsledningen. Förslaget som antogs av riksdagen innebar att samtliga fördelnings- och försvarsområdesstaber samt marinkommandon och flygkommandon upplöstes och avvecklades. Den 30 juni 2000 upplöstes och avvecklades Västkustens marinkommando. Från den 1 juli 2000 övergick verksamheten till en avvecklingsorganisation, vilken verkade fram till den 31 mars 2001.

## Verksamhet
När Västkustens marinkommando bildades 1928, skulle marindistriktschefen utöva befäl över samtliga förband, organ och anstalter inom marindistriktet. Vilket inkluderade lokala sjöstridskrafter, marina befästningar, kustartilleriförsvar, örlogsstation (eller örlogsdepå) samt örlogsvarv. I och med den utökning av förbandet under andra världskriget, kom stora delar av det marina försvaret på västkusten att demobiliseras. Dock kvarstod minsvepningsförbanden, som röjde sjöminor längs västkusten fram till 1976, då samtliga svenska vatten friförklarades från minor. Från den 1 oktober 1958 var marinkommandots primära uppgifter var att skydda sjöimporttrafiken mot fientliga ubåtar, flyg och mineringar. Kustartilleriförsvaret hade vid denna tidpunkt avskiljts och bildat en självständig myndighet. Chefen för Marinkommando Väst var direkt underställd chefen för Marinen gällande den operativa ledningen av sjöstridskrafterna. Den 1 oktober 1966 infördes en ny regional ledning inom hela försvaret. Vilket medförde att det operativa ansvaret överfördes till militärbefälhavaren för Västra militärområdet. Med den nya organisationen kom skyddet för sjöimporttrafiken nedprioriteras till förmån för att stärka invasionsförsvaret. I samband med att Marinkommando Väst bildades den 1 juli 1986, organiserades kommandot i två delar, taktikledning för mark och sjö samt sektionsindelning. Vid sidan om chefen för Marinkommandot inrättades befattningen ställföreträdande marinkommandochef, samt där rollen som stabschefen blev dedicerad till en arméofficer. Genom försvarsbeslutet 1996 kom kommandot att få två nya uppgifter, att stödja eller delta i internationella insatser samt stödja samhället samhället vid svåra påfrestningar. Det nya stödet till samhället märktes bland annat 1999 vid färjebranden på M/S Scandinavian Star samt vid Översvämningarna i Sverige 2000, vilka bland annat drabbade Dalsland. Genom försvarsbeslutet 2000 avvecklades Västkustens marinkommando den 30 juni 2000. Inför att kommando skulle avvecklas genomfördes en överlämningsceremoni den 20 juni 2000 på Musköbasen. Där det sjöoperativa ansvaret överlämnades till chefen för Marintaktiska kommandot, samtidigt som chefen för Västkustens marinkommando mottog den markterritoriella ansvaret för Skåne försvarsområde (Fo 14), Blekinge försvarsområde (Fo 15), Smålands försvarsområde (Fo 17) samt Hallands försvarsområde (Fo 31). Från den 1 juli 2000 bildades Södra militärdistriktet, vilken övertog de det markterritoriella ansvaret samt även en stor del av personalen från Västkustens marinkommando, som då bestod av cirka 50% arméofficerare.

## Ingående enheter
Från den 1 oktober 1966 bestod förbandsorganisationen av 1. fregattflottiljen, 6. ubåtsflottiljen, 15. torpedbåtsdivisionen, 3. minfartygsflottiljen, 6. minröjningsavdelningen, 2. helikopterdivisionen, 52. flygspaningsgruppen (ur Flygvapnet) samt 145. basbataljonen och 147. basbataljonen ur Armén. Från 1 juli 1986 bestod förbandsorganisationen av stab med produktions-, personal- och fortifikationsenhet. Förbanden inom kommandot bestod av Älvsborgs kustartilleriregemente, 6. minkrigsavdelningen, 12. helikopterdivisionen, 18. patrullbåtsdivisionen, samt Västra marinkommandounderhållsbataljonen samt Bohusgruppen och Göteborgsgruppen. Från 1 juli 1995 bestod förbandsorganisationen av stab med sjöbevakning och radiostation, 18. patrullbåtsdivisionen, 6. minkrigsavdelningen, 12. helikopterdivisionen, Göteborgs marinregemente, fyra försvarsområdesstridsgrupper, två stadsskyttebataljoner samt Västra marinkommandounderhållsbataljonen.

### 12.helikopterdivisionen
12. helikopterdivisionen (12. hkpdiv) var en helikopterdivision som verkade i olika former mellan åren 1959–1997. Divisionen förlagd åren 1959–1969 baserad på Torslanda flygfält och åren 1969–1997 på Säve depå. Från 1998 uppgick divisionen i Helikopterflottiljen.

### 18.patrullbåtsdivisionen
18. patrullbåtsdivisionen (18.ptrbdiv) var en svensk ytstridsdivision som verkade i olika former åren 1976–2001. Divisionen var åren 1976–1986 baserad till Nya Varvet, och åren 1986–2001 till Tångudden. Efter att Västra marinkommandot upplöstes och avvecklades, överfördes divisionen organisatoriskt till 3. ytstridsflottiljen fram till den upplöstes och avvecklades den 1 juni 2001.

### Bohusgruppen
Bohusgruppen bildades den 1 juli 1958, och hade sin stab inledningsvis lokaliserad i centrala Uddevalla. Från 1992 var staben samlokaliserad med flottan vid Gullmarsbasen. I samband med försvarsbeslutet 2000 omorganiserades försvarsområdesgruppen till en militärdistriktsgrupp och överfördes den 1 juli 2000 organisatoriskt till Södra militärdistriktet.

### Göteborgsgruppen
Göteborgsgruppen bildades den 1 januari 1986, och hade sin stab inledningsvis lokaliserad till Kviberg. Från 1994 var staben samlokaliserad med övrig verksamhet vid Kärringberget. I samband med försvarsbeslutet 2000 omorganiserades försvarsområdesgruppen till en militärdistriktsgrupp och överfördes den 1 juli 2000 organisatoriskt till Södra militärdistriktet.

### Skaraborgsgruppen
Skaraborgsgruppen bildades den 1 januari 1998 i samband med att Skaraborgs försvarsområde upplöstes och uppgick i Västra Götalands försvarsområde. Skaraborgsgruppens förbandsledning var samlokaliserad med övrig verksamhet inom Skövde garnison. I samband med försvarsbeslutet 2000 omorganiserades försvarsområdesgruppen till en militärdistriktsgrupp och överfördes den 1 juli 2000 organisatoriskt till Södra militärdistriktet.

### Älvsborgsgruppen
Älvsborgsgruppen bildades den 1 januari 1998 i samband med att Älvsborgs försvarsområde upplöstes och uppgick i Västra Götalands försvarsområde. Älvsborgsgruppens förbandsledning var lokaliserad inom Älvsborgs regementets tidigare kasernområde. I samband med försvarsbeslutet 2000 omorganiserades försvarsområdesgruppen till en militärdistriktsgrupp och överfördes den 1 juli 2000 organisatoriskt till Södra militärdistriktet.

### Älvsborgs kustartilleriregemente
Älvsborgs kustartilleriregemente (KA 4) var ett svenskt kustartilleriförband som verkade åren 1942–2000. Åren 1981–1997 var regementet en del av Västkustens marinkommando. Förbandsledningen var förlagd till Käringberget. 

### Västra Götalands försvarsområde
Västra Götalands försvarsområde (Fo 32), ursprungligen Göteborgs och Bohus försvarsområde (Fo 32), bildades den 1 oktober 1942, och hade sin stab inledningsvis lokaliserad i centrala Göteborg. Från 1958 var staben samlokaliserad med Göteborgs kustartilleriförsvar (GbK). I samband med OLLI-reformen bildades den 1 juli 1975 försvarsområdet Göteborgs och Bohus försvarsområde (Fo 32), vilken uppgick och fick gemensam stab med Göteborgs kustartilleriförsvar. 
Den 1 januari 1998 tillkom Skaraborgs försvarsområde (Fo 34) och Älvsborgs försvarsområde Fo 35), vilka tillsammans med Göteborgs och Bohus försvarsområde (Fo 32) bildade Västra Götalands försvarsområde (Fo 32). Försvarsområdet upplöstes och avvecklades tillsammans med regementet den 30 juni 2000.

### Öresunds marindistrikt
Öresunds marindistrikt (MDÖ) bildades den 1 januari 1928 som ett krigsförband. Från 1936 var förbandet även organiserat som ett fredsförband. I samband med försvarsbeslutet 1996 upplöstes Öresunds marindistrikt som ett självständigt förband, då det uppgick den 1 januari 1998 i Västkustens marinkommando.   

## Förläggningar och övningsplatser

### Förläggning
När Västkustens marindistrikt bildades som ett fredsförband, kom dess fasta organisation förläggas till Nya Varvet i västra Göteborg. Vid sidan om de byggnadsarbeten som pågick från 1937, övertogs byggnader från kommendanten för Älvsborgs fästning. Hamnen muddrades och fick nya kajer, kaserner, förråd och tjänstebostäder uppfördes. År 1944 stod marindistriktets kanslihus färdigt, dock var dess krigsstabsplats insprängd i en berganläggning vid Nya Varvet. Under 1950- och 1960-talet kom förbandsledningen samt delar av fartygsbeståndet omlokaliseras till Munkedal samt Gullmarsbasen i Skredsvik. Efter att  Västkustens örlogsbas (ÖrlB V), Göteborgs kustartilleriförsvar med Göteborgs och Bohus försvarsområde (GbK/Fo 32) och Älvsborgs kustartilleriregemente (KA 4) sammanslogs till en myndighet, kom den nya myndighetens krigsstabsplats att verka från en berganläggning i Mölndal. I Mölndal delades anläggningen meddelar ur försvarsområdesstaben, länsstyrelsen för Göteborgs och Bohus län samt luftförsvarscentralen Svalan (W2). Med sammanslagningen började verksamheten på Nya Varvet successivt flytta till Käringberget. Den 26 januari 1986 halades den svenska örlogsflaggan för sista gången vid Nya Varvet, och i oktober 1986 var materialförvaltningen organiserad på Käringberget. Den örlogshamn som förfogats över vid Nya Varvet flyttades till Tångudden.

### Detachement

#### Munkedal
År 1962 stod en berganläggning i Munkedal färdigställd som krigsstabsplats för att tas i bruk av marinkommandot. I berganläggningen verkade marinkommandot tillsammans med Älvsborg radio samt ledningen för 12. kustartillerigruppen och en luftbevakningsgruppcentral. Efter att ledningen flyttades till Göteborg 1981, lämnade även Älvsborg radio anläggningen 1987.

#### Skredsvik
Från den 1 januari 1953 förfogade dåvarande Västkustens marindistrikt över marinbasen Gullmarsbasen i Skredsvik, där bland annat 6. minröjningsavdelningen baserades. Efter att Västkustens marinkommando avvecklades överfördes basen och detachementet till Fjärde sjöstridsflottiljen (4. sjöstridsflj).

#### Säve
I samband med att riksdagen beslutade om att Göta flygflottilj skulle upplösas och avvecklas den 30 juni 1969, beslutades även att 2. helikopterdivisionen skulle överta delar av flottiljområdet på Säve. Vid samma tidpunkt kom Västra värnpliktskontoret att lokaliseras till Säve. Helikopterdivisionen på Säve överfördes organisatoriskt den 1 januari 1999 till Helikopterflottiljen där den tillsammans med 13. helikopterdivisionen samt tre flygräddningsgrupper ur Flygvapnet bildade Göta helikopterbataljon.

## Heraldik och traditioner

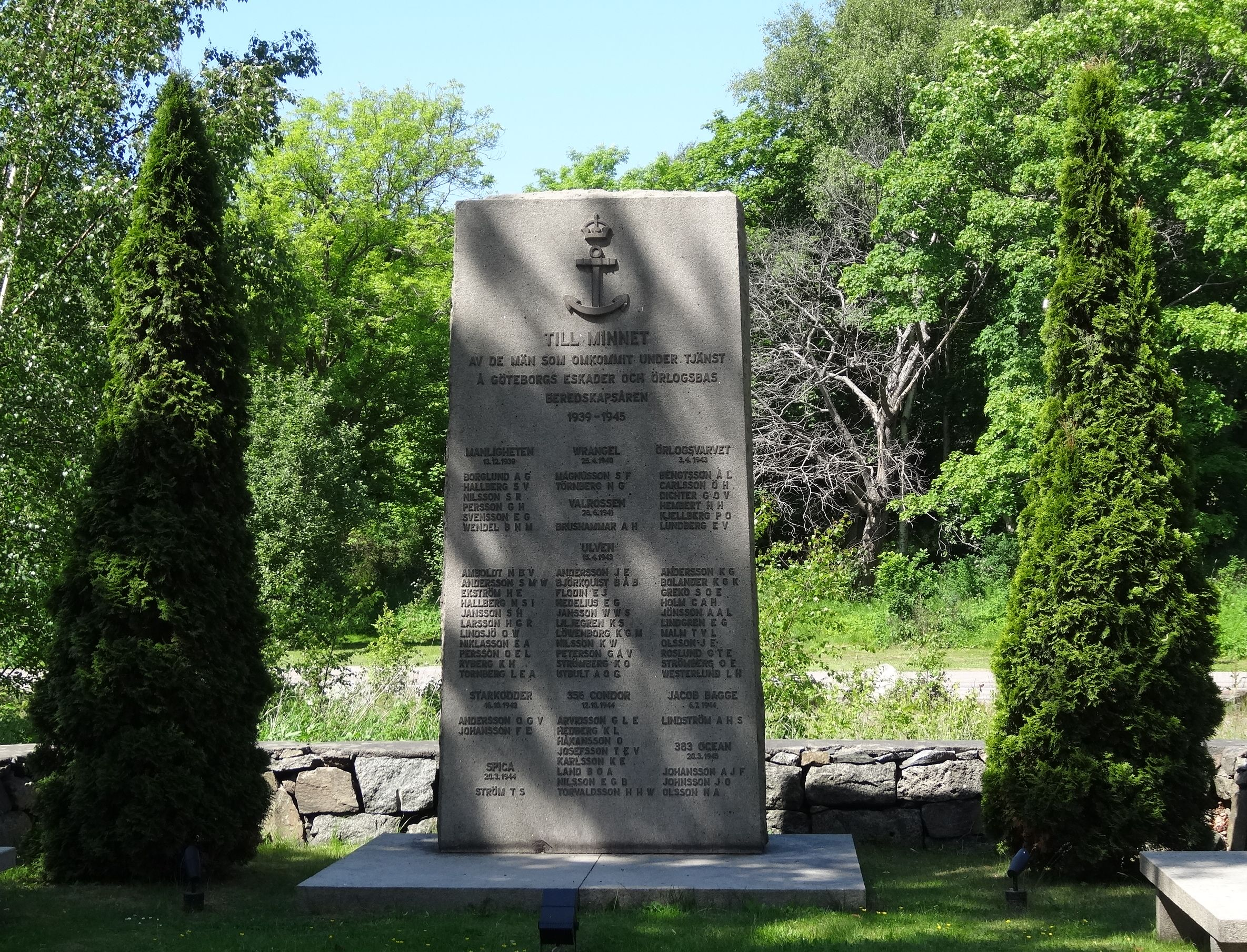
Monument på Nya Varvets kyrkogård.

Västkustens marinkommando högtidlighöll flera datum, bland annat 15 april, 6 juni, 14 november. Den 15 april högtidlighölls genom en minnesceremoni över den omkomna besättningen på HMS Ulven vilken förliste i samband med Ulvenkatastrofen. Minnesceremonin hölls årligen fram till 1986, därefter vart femte år. Västkustens marinkommando högtidlighöll förlisningen sista gången 1998. Den 6 juni hedrades sjökrigets offer vid sjömanstorget, en tradition som övertagits av Sjömanskyrkan i Göteborg. Den 14 november genomfördes en kransnedläggning på Kvibergs kyrkogård där krigsoffren från Skagerrakslaget hedrades. I samband med att Västkustens marinkommando avvecklades och upplöstes den 30 juni 2000 instiftades samma år Västra marinkommandos minnesmedalj i guld (MKVMGM).

## Förbandschefer

### Förbandschefer
Från 1981 innehade förbandschefen även rollen som försvarsområdesbefälhavare. Åren 2000–2001 innehade förbandschefen endast ansvar för avvecklingsorganisationen, och inget operativt eller territoriellt ansvar.

- 1934–1939: Kommendör Gunnar Blix
- 1939–1939: Kommendör Gösta Lindström
- 1939–1942: Viceamiral Harald Åkermark
- 1942–1946: Kommendör Elis Biörklund
- 1946–1950: Kommendör Alarik Wachtmeister
- 1950–1954: Konteramiral Eskil Gester
- 1954–1957: Konteramiral Mauritz Östberg
- 1957–1964: Konteramiral Gunnar Fogelberg
- 1964–1967: Konteramiral Hans C:son Uggla
- 1967–1971: Kommendör Nils Arnell
- 1972–1976: Kommendör av 1. graden Harry Engblom
- 1976–1980: Kommendör av 1. graden Hans Hallerdt
- 1981–1983: Konteramiral Bengt Rasin
- 1983–1984: Överste av 1. graden Thorbjörn Ottoson
- 1984–1989: Överste av 1. graden Svante Kristensson
- 1989–1991: Kommendör av 1. graden Bertil Daggfeldt
- 1992–1992: Överste Nils Eklund
- 1992–1995: Kommendör av 1. graden Carl-Gustaf Hammarskjöld
- 1995–1997: Överste av 1. graden Anders Hammarskjöld
- 1997–2000: Kommendör av 1. graden Nils-Ove Jansson
- 2000–2001: ?

### Ställföreträdande förbandschefer
Befattningen som ställföreträdande chef infördes 1981 i samband med att Västkustens militärkommando bildades.

- 1981–1983: Överste 1. Thorbjörn Ottoson
- 1983–1985: Kommendör Carl-Gustaf Hammarskjöld
- 1985–1987: Kommendör Per Larsson
- 1987–1991: Kommendör Lars Norrsell
- 1991–1995: Överste Nils Eklund
- 1995–1997: Kommendör 1. Nils-Ove Jansson
- 1997–1998: Vakant
- 1998–2000: Överste Lennart Klevensparr

## Namn, beteckning och förläggningsort
| Västkustens marindistrikt                                        | 1928-01-01 | – | 1957-09-30 |
| Marinkommando Väst                                               | 1957-10-01 | – | 1966-09-30 |
| Västkustens örlogsbas                                            | 1966-10-01 | – | 1980-12-31 |
| Västkustens militärkommando med Älvsborgs kustartilleriregemente | 1981-01-01 | – | 1986-06-30 |
| Västkustens marinkommando                                        | 1986-07-01 | – | 1997-12-31 |
| Västkustens marinkommando och Västra Götalands försvarsområde    | 1998-01-01 | – | 2000-06-30 |
| Avvecklingsorganisation Göteborg                                 | 2000-07-01 | – | 2001-03-31 |

| MDV          | 1928-01-01 | – | 1957-09-30 |
| MKV          | 1957-10-01 | – | 1966-09-30 |
| ÖrlB V       | 1966-10-01 | – | 1980-12-31 |
| MKV/KA 4     | 1981-01-01 | – | 1986-06-30 |
| MKV          | 1986-07-01 | – | 1997-12-31 |
| MKV/Fo 32    | 1998-01-01 | – | 2000-06-30 |
| Ao MKV/Fo 32 | 2000-07-01 | – | 2001-03-31 |

| Nya Varvet (F)   | 1928-01-01 | – | 1986-01-27 |
| Käringberget (F) | 1981-01-28 | – | 2001-03-31 |
| Munkedal (D)     | 1962-??-?? | – | 2001-03-31 |
| Skredsvik (D)    | 1953-01-01 | – | 2000-06-30 |

## Galleri

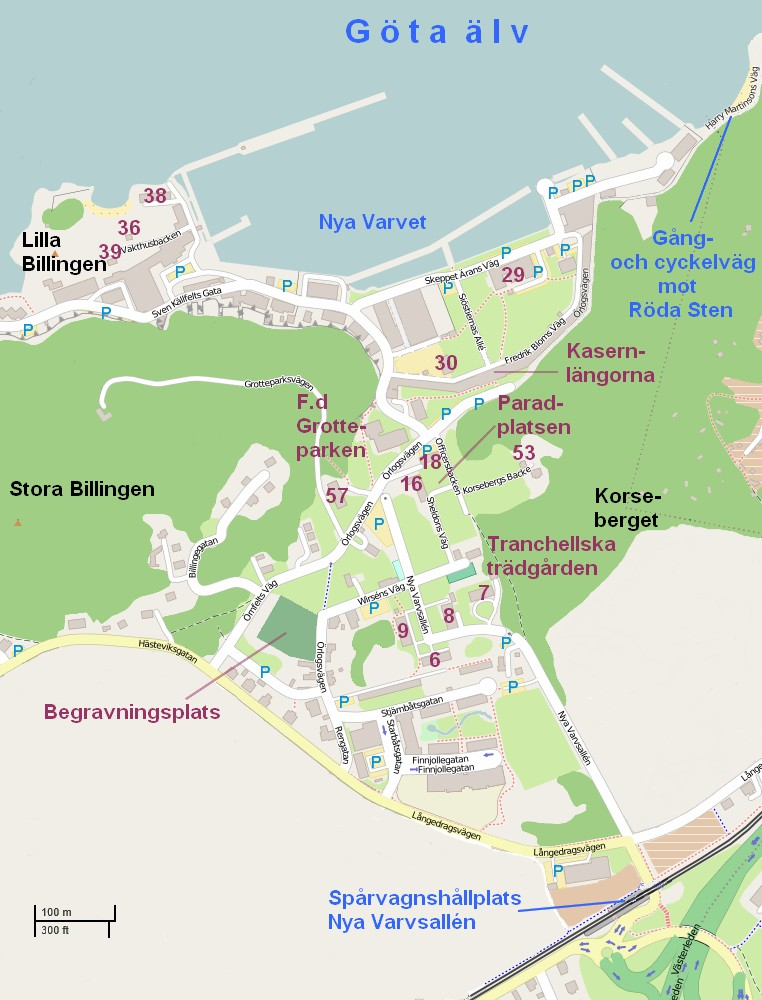
Karta över de centrala delarna av Nya Varvet.
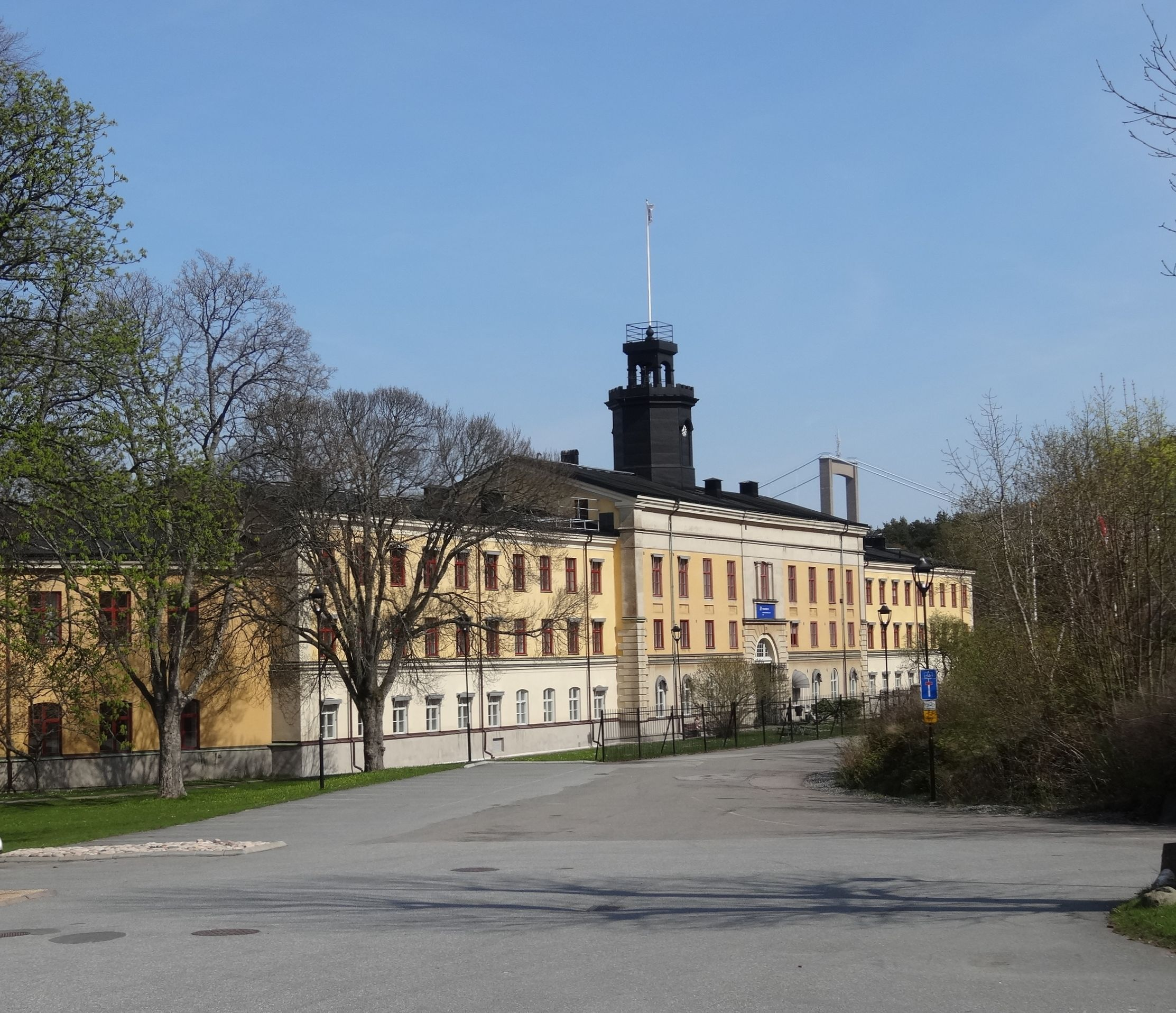
Byggnad 25 "Gamla kanslihuset", på Nya varvet i Göteborg.
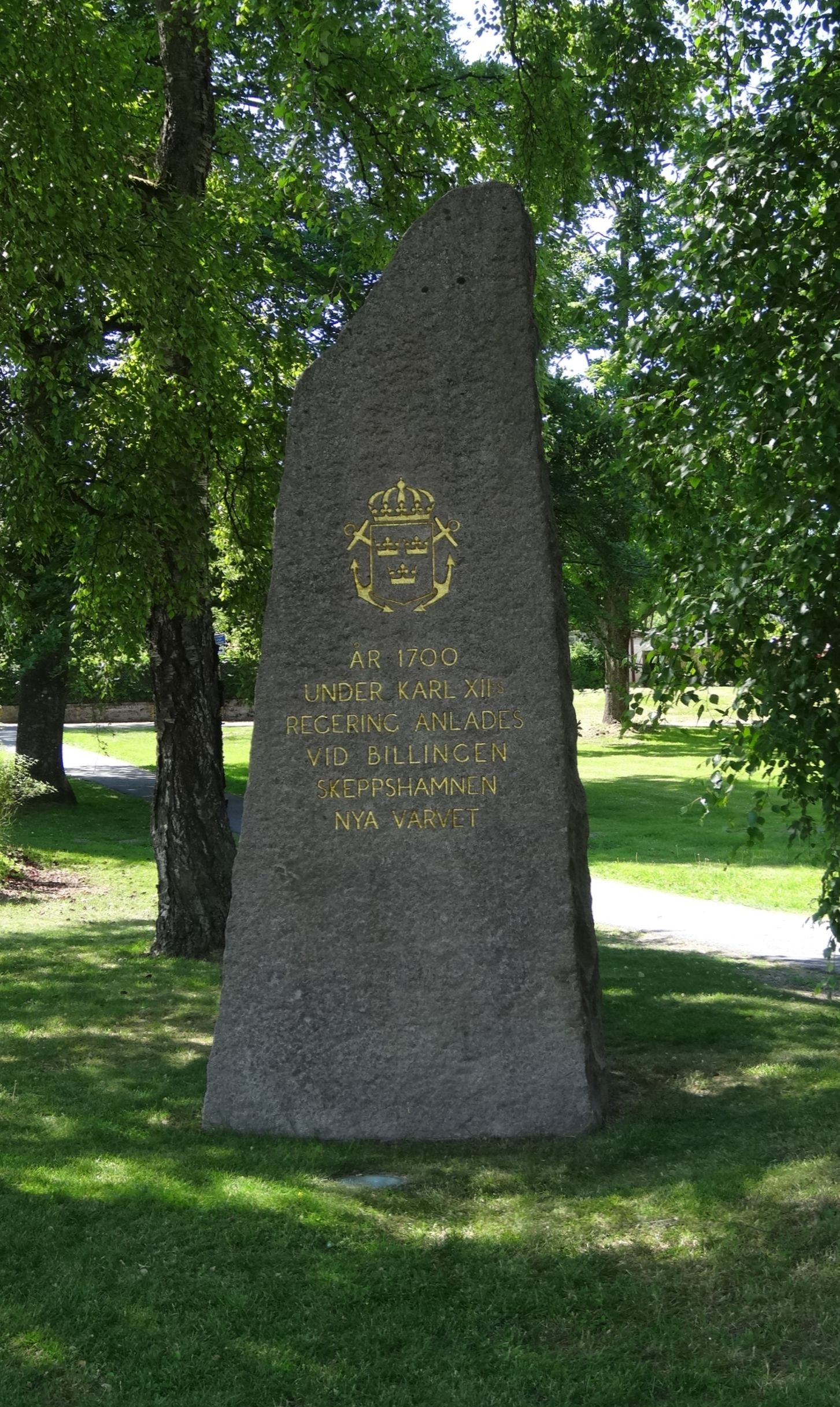
Monument på Nya Varvet till minne av örlogsstationens grundande år 1700.
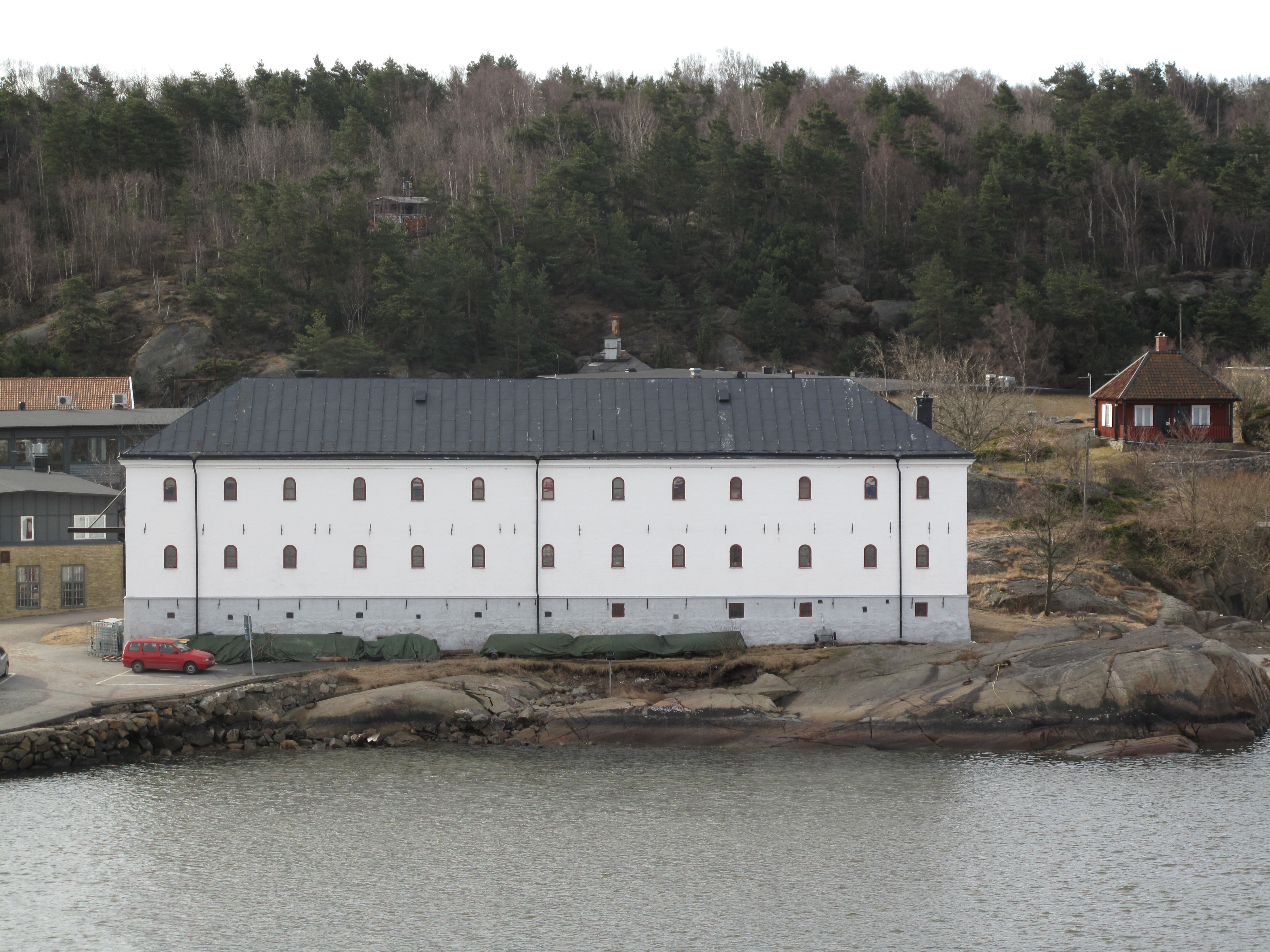
"Vita gaveln" vid Nya varvet, inventariekammare uppförd 1754.
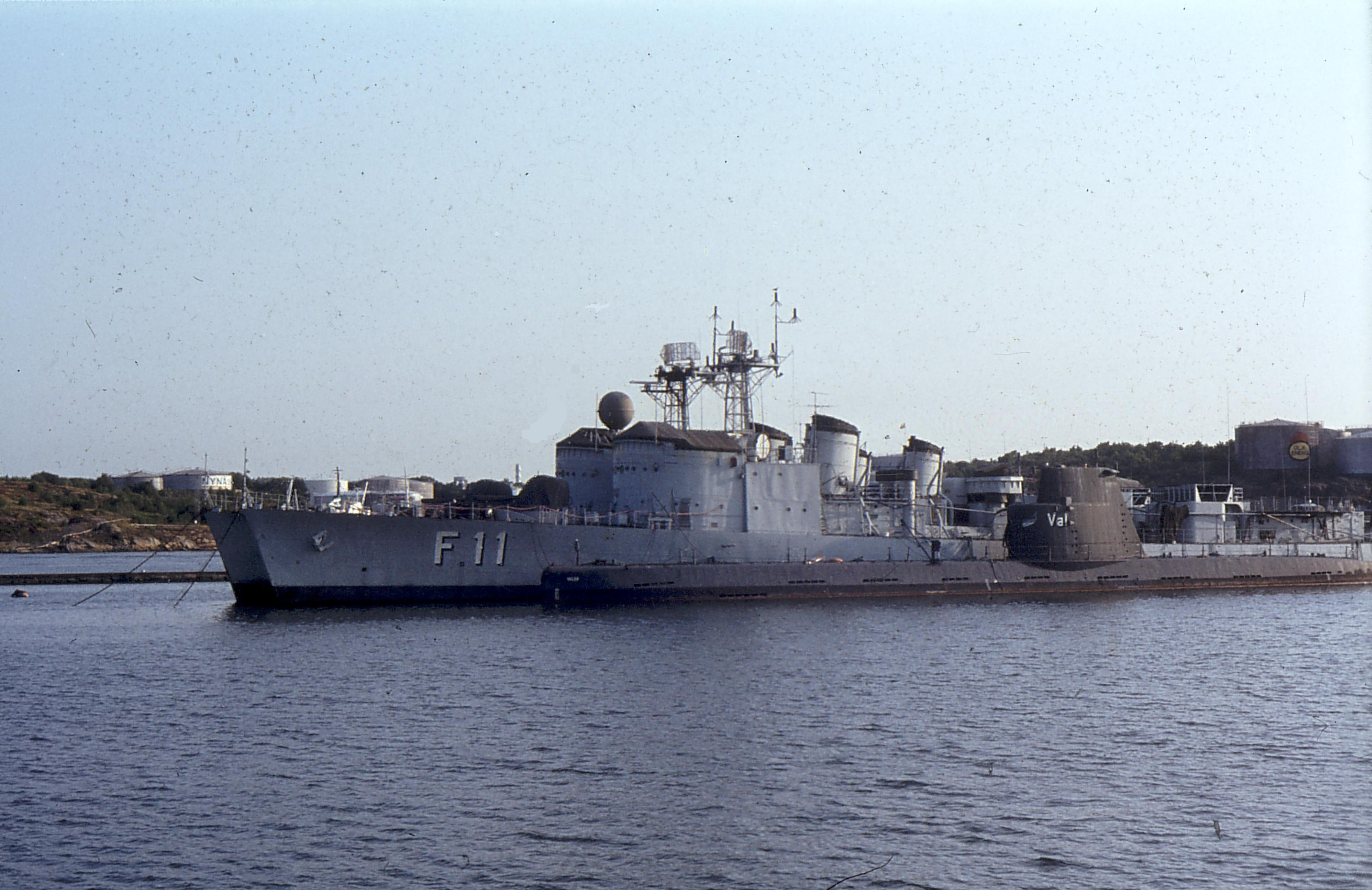
Utrangerade fartyg på Nya Varvet i Göteborg, sommaren 1982.Ubåten HMS Valen, samt Fregatterna HMS Visby (F11) och HMS Sundsvall (F12).
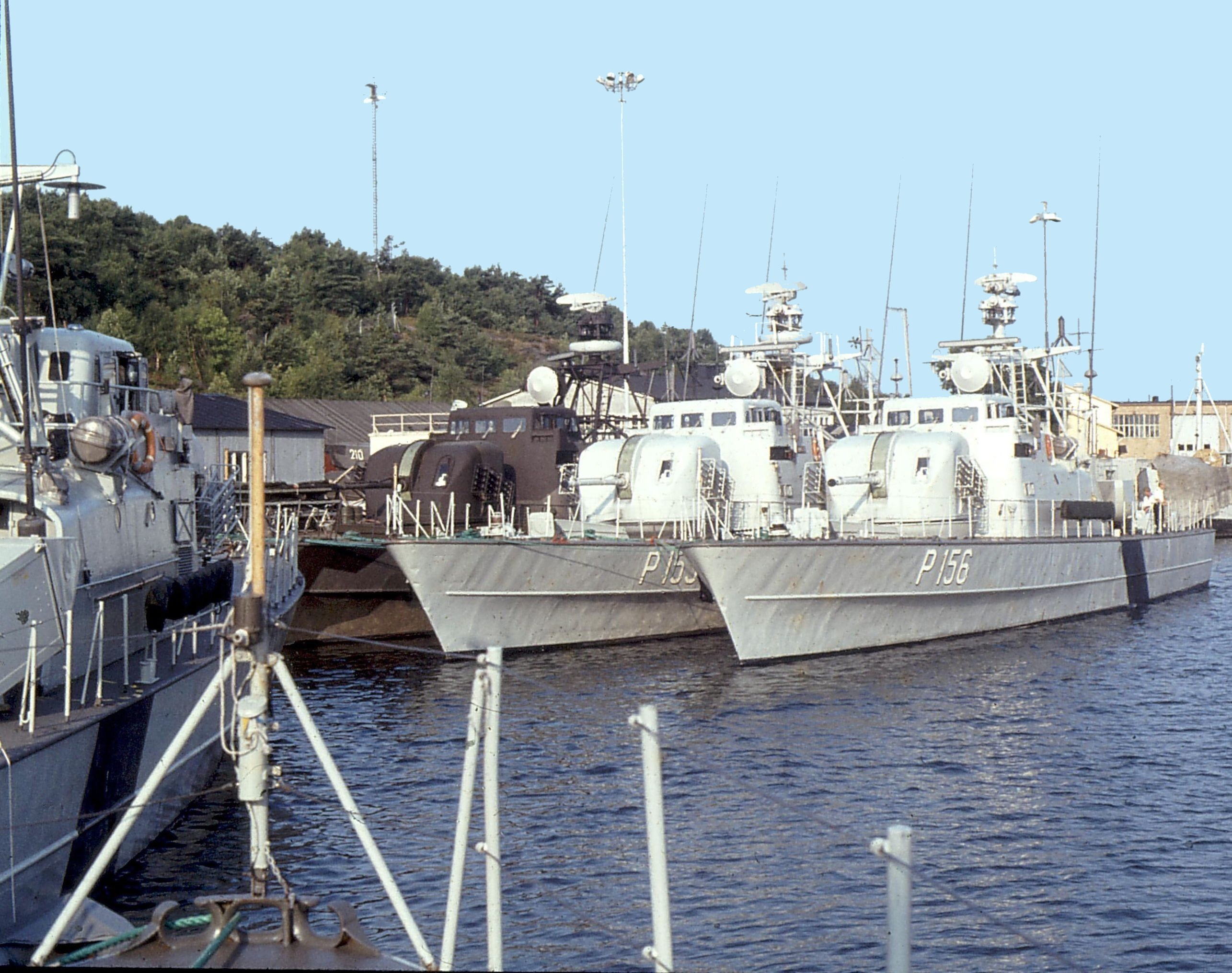
Tidig morgon för 5. patrullbåtsdivisionen som ligger förtöjd vid ÖrlbV Nya Varvet i Göteborg sommaren 1982.